# Svetište Knock
Svetište Knock (irski: Cnoc Mhuire) - rimokatoličko hodočasničko mjesto i nacionalno svetište u Irskoj, u kojem se dogodilo ukazanje Blažene Djevice Marije, sv. Josipa, sv. Ivana Evanđelista i Isusa Krista (kao Jaganjca Božjeg), 1879. godine. Na tom mjestu sagrađena je bazilika i muzej.
U večernjim satima 21. kolovoza 1879., grupa ljudi čija je starost u rasponu od 5 godina do 75, uključujući muškarce, žene, tinejdžere i djecu, svjedočili su ukazanju Gospe, sv. Josipa i sv. Ivana Evanđelista kraj male župne crkve sv. Ivana Krstitelja. Iza njih i malo lijevo od sv. Ivana bio je oltar, a na njemu križ i Janje (tradicionalna slika Isusa, kao Jaganjca Božjeg), kojem se klanjaju anđeli. Potok krvi, tekao je iz Isusova Srca. Ukazanje je označilo Otkrivenje. Oltar je bio baš onako, kako piše u knjizi Otkrivenja.
Blažena Djevica Marija opisana je kao vrlo lijepa i stajala je nekoliko metara iznad tla. Nosila je bijelu haljinu, koja je visjela s puno nabora i bila pričvršćena na vratu. Ona je opisana kao "duboko u molitvi", s očima podignutim prema nebu, podignutih ruku do ramena. Sveti Josip je također nosio bijele halje. Stajao je desno kraj Djevice. Usmjerio je glavu prema Djevici Mariji. Ivan Evanđelist stajao je na lijevoj strani Blažene Djevice Marije. Bio je odjeven u dugu haljinu i nosio mitru. Imao je otvorenu veliku knjigu u lijevoj ruci.
Oni koji su svjedočili ukazanju, stajali su na pljusku i do dva sata molili krunicu. Vidjele su se brojke na nebu. Nakon ukazanja, uslijedila je gusta tama. 
Ovo ukazanje dogodilo se samo devet godina nakon proglašenja dogme o papinoj nezabludivosti, a nedugo prije smrti irskoga nadbiskupa MacHalea.